# Xanthomera
Xanthomera é um gênero de traça pertencente à família Arctiidae.